# Sitiris Tiris
Sitiris Tiris is een bestuurslaag in het regentschap Tapanuli Tengah van de provincie Noord-Sumatra, Indonesië. Sitiris Tiris telt 1597 inwoners (volkstelling 2010).